# Улоф Мерк
Улоф Мерк (Olof Mörck, народився 12 грудня 1981) — шведський музикант, гітарист і один із авторів пісень метал гурту Amaranthe, а також гітарист пауер-метал гурту Dragonland . Він також був учасником Nightrage між 2006 і 2011 роками як гітарист. Примітно, що він виконав два гітарні соло для альбому 2009 року The Isolation Game італійського мелодійного дез-метал-гурту Disarmonia Mundi .
У 2010 році My Darling Dismay випустили відеокліп на однойменну пісню. Пісня виконана в більш роковому стилі, ніж його попередні метал-проекти.
Мьорк з'являється в альбомі 2010 року "The History of Saints" північнокаролінського гурту Vanisher, виконуючи соло на пісню "Oceans".
Олоф зіграв соло для австралійського мелодез-метал-гурту Universum на треку "Sum of the Universe" з їхнього релізу 2011 року Mortuus Machina.
Мьорк також виконує соло для австралійського пауер-метал-гурту Lord на інструментальній пісні з їх релізу Set in Stone 2009 року.

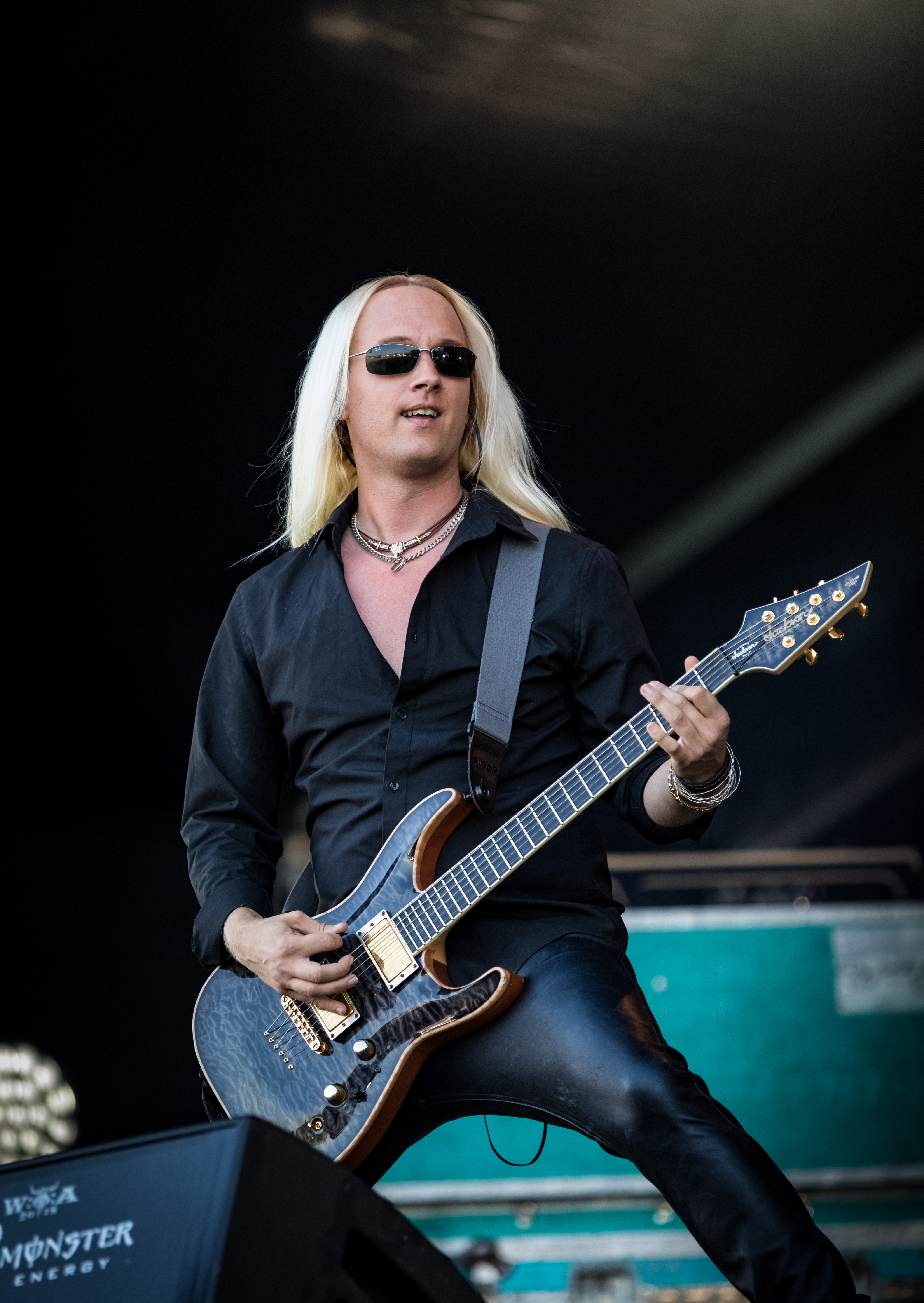
Улоф Мерк на Wacken Open Air 2018

Мьорк одружений з Кеталіною Попа з німецького симфо-метал гурту Haggard. Їхній трансильванський шлюб був задокументований у кліпі на трек Amaranthe "Endlessly", який вийшов 5 березня 2020 року.

## Музичні інструменти та інше
Гітари
- Caparison Dellinger II FX-WM Charcoal Black зі звукознімачами EMG 81 / 85
- Спеціальний Caparison Horus 27 ладів
- Спеціальний Caparison Dellinger II FX зі звукознімачами EMG 81/85
- Caparison Horus Snow Cloud 27 ладів

Ампліфікація
- Рендалл V2
- Шафа Randall XL RS412XLT

інші
- Ремінці Elixir і Di Marzio
- Сценічний тюнер Korg DT-10
- Провідні кабелі S-102
- BBE Green Screamer овердрайв
- Струни Elixir (0,10-0,64)
- Вибори Dunlop і Caparison (2,00 мм)

## Дискографія

### Dragonland
- Storming Across Heaven (Demo) (2000)
- The Battle of the Ivory Plains (2001)
- Holy War (2002)
- Starfall (2004)
- Astronomy (2006)
- Under the Grey Banner (2011)
- The Power of the Nightstar (2022)

### Nightra
- Wearing a Martyr's Crown (2009)
- Insidious (2011)

### Disarmonia Mundi
- The Isolation Game (2009)

### Amaranthe
- Amaranthe (2011)
- The Nexus (2013)
- Massive Addictive (2014)
- Maximalism (2016)
- Helix (2018)
- Manifest (2020)

#### ЕР
- Leave Everything Behind (2009)

## Зовнішні посилання
- Профіль MySpace країни Драконів
- Веб-сайт Century Media
- Офіційна сторінка Nightrage